# دایوال
دایوال (به انگلیسی: Daiwal) یک روستا در پاکستان است که در ناحیه خوشاب واقع شده‌است. دایوال ۲۵٬۰۰۰ نفر جمعیت دارد.